# Robert Hunter (Lyriker)

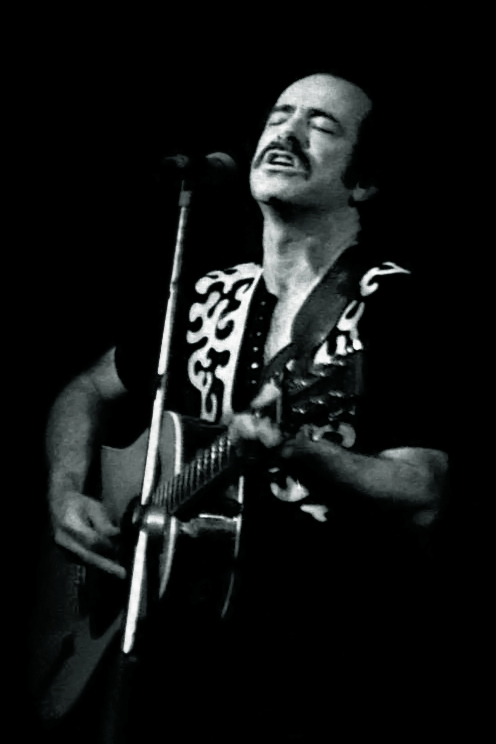
Robert Hunter, 1980

Robert C. Hunter (* 23. Juni 1941 in Arroyo Grande, Kalifornien; † 23. September 2019 in San Rafael, Kalifornien) war ein US-amerikanischer Lyriker, Liedtexter und Singer-Songwriter, der vor allem für seine Zusammenarbeit mit Jerry García und Grateful Dead bekannt war.

## Leben
Er wurde als Robert Burns in Arroyo Grande, einer Ortschaft bei San Luis Obispo in Kalifornien, geboren. Schon früh war er mit Jerry Garcia befreundet und spielte mit ihm in den frühen 1960er Jahren in Bluegrass Bands wie The Tub Thumpers, wobei Hunter Mandoline und Bass spielte. Sie verbrachten diese Zeit in Kaffeehäusern in Palo Alto, beschäftigten sich mit Poesie und der Beat-Bewegung (siehe auch: Beatmusik, Beatnik).
1962 verdiente sich Hunter zusammen mit Ken Kesey als ein Versuchsobjekt für Psychedelika an der Stanford University Geld hinzu. Bei diesem Versuchsprojekt handelte es sich um das Forschungsprogramm MKULTRA der CIA.
Hunter wurde dafür bezahlt, dass er LSD, Mescalin und Psilocybin einnahm und über die Wirkung und seine Erfahrung damit berichtete. Diese Einflüsse bereicherten seine eigene Kreativität: “Sit back picture yourself swooping up a shell of purple with foam crests of crystal drops soft nigh they fall unto the sea of morning creep-very-softly mist...and then sort of cascade tinkley-bell like (must I take you by the hand, every so slowly type) and then conglomerate suddenly into a peal of silver vibrant uncomprehendingly, blood singingly, joyously resoundingbells....By my faith if this be insanity, then for the love of God permit me to remain insane.”

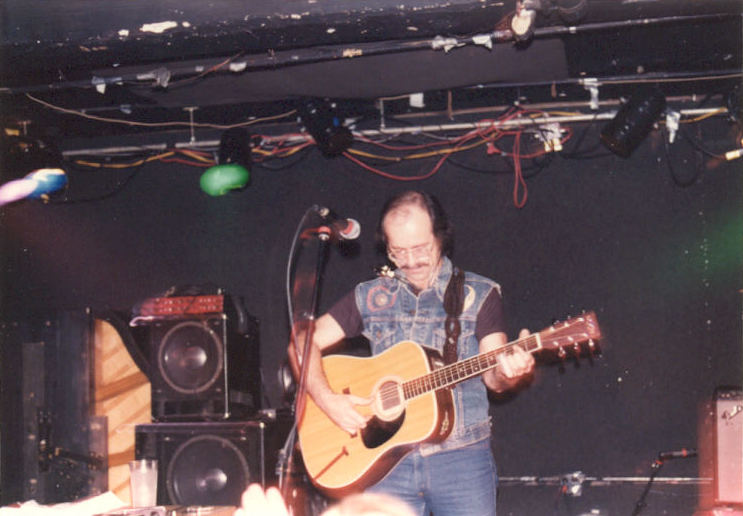
Robert Hunter, 1982

So entstanden auch die ersten Songtexte, die er für Grateful Dead schrieb, unter dem Einfluss von LSD. Zu jenem Zeitpunkt war er noch kein Mitglied der Band. Hieraus entstanden dann die Songs China Cat Sunflower und The Eleven, die anfangs oft als Medley gespielt wurden, ähnlich wie China Cat Sunflower und I Know You Rider. China Cat Sunflower wurde zudem noch von Lewis Carrolls Alice im Wunderland und den Werken von Edith Sitwell beeinflusst.
Nachdem Hunter seine Drogenabhängigkeit bekämpft hatte, trat er Grateful Dead am ersten Septemberwochenende 1967 bei einem Gig in Rio Nido, California, endgültig bei. Zuerst war es eine mehr freie und lockere Zusammenarbeit, bevor es nun zu vielversprechenden Gemeinsamkeiten und gegenseitigen Vorteilen kam. An diesem Wochenende schrieb Hunter die ersten Strophen seines vielleicht bekanntesten Liedes Dark Star, zu dem Garcia schon vorher die instrumentale Begleitung komponiert hatte. Der Song gilt als Aushängeschild Grateful Deads und als einer der 500 wichtigsten Songs gemäß der Rock and Roll Hall of Fame (zusammen mit Uncle John's Band).
Viele Deadheads waren der Meinung, dass die Band ab diesem Zeitpunkt erst ihren psychedelischen Stil zu improvisieren fand.
Die Zusammenarbeit zwischen Hunter und der Band und vor allem das Vertrauen zueinander wuchsen, bis Hunter offiziell ein „nicht auftretendes“ Mitglied war. Der Großteil der Lieder von Grateful Dead stammt aus der Zusammenarbeit zwischen Garcia und Hunter, wobei Garcia die Musik komponierte und Hunter die Texte schrieb. Garcia beschrieb Hunter als „ein Bandmitglied, welches nicht mit uns zusammen auf die Bühne geht“. Des Weiteren arbeitete Hunter mit den anderen Sängern von Grateful Dead zusammen: Bob Weir, Phil Lesh und Ron „Pigpen“ McKernan, wobei Weir jedoch lieber mit John Perry Barlow kooperierte.
Hunter bezeichnete 1970 Friend of the Devil als nächsten Versuch von Garcia und ihm selbst, einen klassischen Song zu schreiben. Musiker wie Kenny Loggins, Bob Dylan und Tom Petty und Bands wie Counting Crows coverten diesen Song. In Fankreisen ist die Liedzeile “What a long, strange trip it’s been” aus dem Lied Truckin’ eine der bekanntesten des Rocks.
Einen Höhepunkt seines Schaffens erreichte Hunter in den 70ern mit den Texten zu Help on the Way/Franklin's Tower (1975) und Terrapin Station (1977).
1974 veröffentlichte Hunter sein Soloalbum Tales of the Great Rum Runners, bei dem er als Singer-Songwriter agierte. Im darauf folgenden Jahr veröffentlichte er das Album Tiger Rose. Beide erreichten nicht den Erfolg der Grateful-Dead-Alben. Seine anderen Solobemühungen können aus seinem Archiv heruntergeladen werden. Hierzu gehören die rare Veröffentlichung Jack O’ Roses, eine lange Fassung von Terrapin Station Suite und eine Solowiedergabe von Friend of the Devil.
Neben seiner Tätigkeit als Songschreiber und Sänger veröffentlichte Hunter auch eigene Dichtung und andere Werke, darunter Übersetzungen von Rainer Maria Rilkes Duineser Elegien und seiner Sonette an Orpheus.
2015 listete ihn der Rolling Stone gemeinsam mit Jerry Garcia auf Rang 36 der 100 größten Songwriter aller Zeiten.

## Diskografie
- Tales of the Great Rum Runners (1974)
- Tiger Rose (1975)
- Alligator Moon (recorded but unreleased – 1978)
- Jack O'Roses (1980)
- Promontory Rider: A Retrospective Collection (1982)
- Amagamalin Street (1984)
- Live '85 (1985)
- Flight of the Marie Helena (1985)
- Rock Columbia (1986)
- Duino Elegies (1988)
- Liberty (1988)
- Box of Rain (1990)
- Duino Elegies/The Sonnets To Orpheus (1993)
- Sentinel (1993)

## Werke
- Duino Elegies (1987). ISBN 0-938493-04-3
- Box of Rain (1990). ISBN 978-0-670-83412-9
- Night Cadre (1991). ISBN 0-670-83413-0
- Idiot's Delight (1992). ISBN 0-937815-49-7
- Sentinel (1993). ISBN 0-14-058698-9
- Duino Elegies ; The Sonnets to Orpheus (1993). ISBN 0-938493-21-3
- Dog Moon (1996). ISBN 1-56389-237-5
- Glass Lunch (1997). ISBN 0-14-058777-2
- The Complete Annotated Grateful Dead Lyrics (2005); Vorwort von Robert Hunter. ISBN 978-0-7432-7747-1